# Pierre Laffite
Pierre Laffite oder Lafitte (* 1770; † 1821 in Dzilam de Bravo) war  ein Pirat im Golf von Mexiko.
Er betrieb eine Schmiede in New Orleans und war der ältere Bruder von Jean Laffite. Er war ein weniger guter Seemann als dieser, spielte aber eine größere Rolle in der Öffentlichkeit, da er für den Verkauf der erbeuteten Güter verantwortlich war. Er kommandierte auch Artillerieeinheiten. Laffite war bekannt für seinen Charme und Witz.

## Jugend
Details aus Laffites frühem Leben sind rar und oft umstritten. Sein Bruder Jean gab widersprüchliche Informationen über seinen Geburtsort an, einschließlich der französischen Städte St. Malo und Brest. Jean Laffites Biograf Jack C. Ramsay sagte darüber: „Es war angenehm, in Frankreich gebürtig zu sein, da diese Behauptung vor der Anwendung der amerikanischen Gesetze schützte.“ („this was a convenient time to be a native of France, a claim that provided protection from the enforcement of American law.“)  Weitere Zeitzeugen behaupten, dass  Jean Lafitte  in der spanischen Stadt Orduña oder in Westchester im Bundesstaat New York geboren wurde. Ramsay vermutet, dass  Lafitte tatsächlich in der französischen Kolonie Saint-Domingue (jetzt Haiti) geboren wurde.
Es war im späten 18. Jahrhundert nicht ungewöhnlich, dass erwachsene Kinder französischer Landbesitzer aus Saint-Domingue ins Mississippi-Delta umsiedelten, das damals auch zu Frankreich gehörte. Familien mit dem Nachnamen Lafitte werden bereits in Dokumenten Louisianas erwähnt, die auf das Jahr 1765 zurückgehen. Nach Ramsay reisten Laffite, sein jüngerer Bruder Jean und ihre verwitwete Mutter in den 1780er Jahren von Saint-Domingue nach New Orleans, Louisiana. Um das Jahr 1784 heiratete seine Mutter Pedro Aubry, einen Kaufmann aus New Orleans; Jean blieb bei seiner Mutter, während Pierre bei Verwandten der Familien in Louisiana aufwuchs.
Der Biograf William C. Davis berichtet eine andere Variante der Kindheitsgeschichte Laffittes. Laut seinem Buch wurde Laffite in oder in der Nähe von Pauillac in Frankreich geboren. Er war der Sohn von Pierre Laffite und Marie LaGrange, die 1769 heirateten. LaGrange starb im folgenden Jahr, wahrscheinlich während einer Geburt. Pierre Laffite sen. heiratete im Jahr 1775 Marguerite Desteil; sie hatten zusammen sechs Kinder, darunter Jean Laffite. Die Jungen erhielten wahrscheinlich eine grundlegende Erziehung und später arbeitete Pierre Laffite im Handelsunternehmen seines Vaters mit.
Der Vater starb 1796, und Davis nimmt an, dass sein Sohn Pierre Laffite nach Saint-Domingue reiste. Im  Mai 1802 verlangte Laffite einen Reisepass, um zu seinen Brüdern nach Louisiana zurückkehren zu können.  Als die Haitianische Revolution gewalttätiger wurde, begannen die französischen Bewohner, die Insel zu verlassen. Laffite, der vielleicht von seinem Sohn im Kleinkindalter begleitet wurde, verließ die Inseln an Bord eines Flüchtlingsschiffes Anfang des Jahres 1803.
Laffites Schiff steuerte New Orleans an, das Teil der französischen Kolonie Louisiana war.  Die Aufzeichnungen belegen, dass Laffite am 21. März 1803 eine Partnerschaft mit Joseph Maria Bourguignon einging, um ein Grundstück in der Stadt, ein Haus und Nebengebäude in der Nähe der Royal Street zu erwerben.  Die Männer waren nicht in der Lage, ihre Hypothek zu bezahlen, und gaben ihr Eigentum drei Monate später zurück.  Im Dezember 1803 wurde Louisiana ein Bundesstaat der Vereinigten Staaten. Im folgenden Jahr zog Lafitte nach Baton Rouge, das im spanisch kontrollierten Westflorida lag.

## Barataria
Pierre und sein jüngerer Bruder Jean gründeten ihr eigenes „Königreich von Barataria“ in den Sümpfen und Buchten nahe New Orleans nach dem Louisiana Purchase von 1803. Pierre verfügte über eine Crew von tausend Männern ('crew of a thousand men'). Die Zahl der befehligten Männer war tatsächlich ziemlich klein, aber aufgrund eines losen Bündnisses, das er mit seinem Bruder unterhielt, war die Zahl der Männer, die an ihren Taten beteiligt waren, ausreichend.
Laffite wurde dafür bekannt, dass er mithalf, Louisiana im Britisch-Amerikanischen Krieg gegenüber den Briten zu verteidigen. Pierre wird in einigen Berichten über die Schlacht von New Orleans erwähnt.
Jean behauptete, mehr als 3000 Männer zu befehligen, und stellte sie als Truppen für die Schlacht von New Orleans von 1815 zur Verfügung,  eine große Unterstützung für Andrew Jackson, den britischen Angriff zurückzuschlagen. Die tatsächliche Zahl, die er kommandierte, betrug wahrscheinlich nur einige Dutzend, obwohl ihre Wirkung wesentlich war, weil sie auf die Artillerie spezialisiert waren. Lafitte führte seine militärischen Operation nachgewiesenermaßen im historischen French Quarter von  New Orleans durch. General Jackson wurde über die hilfreiche Unterstützung der beiden Laffites bei der Schlacht von New Orleans durch Colonel Ellis P. Bean informiert, der die Laffites dann rekrutierte, damit sie die  Mexikanische Republikanische Bewegung unterstützen sollten.
Seine Piraterie wurde ihm von amerikanischen Präsidenten Madison am 6. Februar 1815 einem Gnadenerlass vergeben, weil er Andrew Jackson in der Schlacht unterstützt hatte.
Von den beiden Brüdern war Jean mit den seefahrerischen Aspekten des Unternehmens am besten vertraut, während Pierre mehr mit den kommerziellen Aspekten befasst war. Pierre lebte in New Orleans oder führte dort zumindest einen Haushalt mit seiner mulattischen Geliebten, die ihm eine reichliche Nachkommenschaft schenkte. Jean nutzte die meiste Zeit, um seine täglichen Geschäfte abzuwickeln, indem er Freibeuter ausstattete und das Schmuggeln der gestohlenen Waren organisierte. Das höchstbezahlte Gut waren Sklaven, besonders nachdem der Sklavenhandel in den Vereinigten Staaten verboten worden war.
Im Jahr 1810 wurde ein spanisches Sklavenschiff auf der Fahrt nach Pensacola in Florida von Piraten gekapert und die Ladung in Louisiana verkauft. Der Schiffseigentümer stellte eine Untersuchung an und fand die Namen der Männer heraus, die die Sklaven erworben hatten. Der Sheriff von Ascension Parish ernannte Laffite zum Deputy Marshal und schickte ihn los, um die Sklaven wieder zurückzuholen; Laffite führte den Haftbefehl aus und half, die Sklaven wieder aufzutreiben. Eine Verordnung in den Gesetzen Louisianas hatte den Sklavenhandel abgeschafft und rief dazu auf, illegal importierte Sklaven zu konfiszieren und auf einer Auktion zu verkaufen, wobei die Hälfte des Erlöses an die Männer ging, die die illegal beschafften Sklaven ablieferten. Für seine Arbeit in diesem Fall erhielt Lafitte daher die Hälfte des Verkaufspreises für jeden illegal erworbenen Sklaven, den er identifizierte.  Davis vermutet, dass Lafitte an der Razzia teilnahm, um die Tätigkeit von Sklavenhändlern zu unterbinden, die nicht von Barataria Bay aus operierten.

## Galveston
Nachdem Jean um 1817 aus New Orleans weggegangen war, blieb Pierre in New Orleans, besuchte aber häufig seinen Bruder auf der Insel von Galveston in Texas.
Als die Laffite-Brüder in Galveston agierten, war einer ihrer Kunden James Bowie, mit dem sie im Sklavenschmuggelhandel zusammenarbeiteten. Die Laffites verkauften Sklaven für einen Dollar pro Pfund, Bowie kaufte sie zu diesen Preis. Dann umging er die amerikanischen Gesetze gegen Sklavenhandel, indem er angab, dass er seine Sklaven im Besitz von Schmugglern gefunden habe. Das damalige Gesetz erlaubte ihm, eine Gebühr für die sichergestellten Sklaven zu erheben, dann konnte er die Sklaven zurückkaufen und sie an potentielle Käufer wieder verkaufen.
Die Laffites, besonders Pierre, spionierten für Spanien durch Agenten in Kuba und Louisiana.
Sie lieferten oft profundes Material, spielten in Wirklichkeit aber beiden Seiten, die Vereinigten Staaten und Spanien, gegeneinander aus, und hatten immer ein Auge darauf, ihre eigenen Interessen zu sichern. Ohne Zweifel trugen der Charme von Pierre und sein Ruf als kenntnisreicher Mann sehr dazu bei, dass sein Wort bei den Unterhändlern Gewicht hatte, obwohl ihm bei den höhergestellten Spaniern  nie getraut wurde.